# Jean-François Blot
Pour les articles homonymes, voir Blot.
Jean-François Blot est un homme politique français né le 22 avril 1781 à Étreux et mort le 25 décembre 1857 à Niort (Deux-Sèvres).

## Briographie
Engagé dans l'armée, il est nommé sous-lieutenant après la bataille d'Austerlitz, puis entre dans la Garde impériale. Il est placé en demi solde en 1815, et fonde une filature de laine dans les Deux-Sèvres. Il est député des Deux-Sèvres de 1848 à 1849, siégeant avec la gauche modérée.

## Sources
- « Jean-François Blot », dans Adolphe Robert et Gaston Cougny, Dictionnaire des parlementaires français, Edgar Bourloton, 1889-1891 [détail de l’édition]